# ماركوس ويليامز (لاعب كرة سلة مواليد 1985)
ماركوس ويليامز (بالإنجليزية: Marcus Williams)‏ مواليد 3 ديسمبر 1985 في لوس أنجلوس، هو لاعب كرة سلة أمريكي بدأ مسيرته الاحترافية في سنة 2006 حيث تم اختياره من قبل فريق بروكلين نتس خلال الدرافت. يبلغ طوله 6 قدم 3 بوصة (1.9 م).

## فرق لعب لها
- بروكلين نتس
- غولدن ستايت ووريورز
- ميمفيس غريزليس
- ينسي كراسنويارسك
- جيانغسو دراجونز
- بالونكيستو مالقا
- لوكوموتيف كوبان

## إحصائيات المسيرة

### الرابطة الوطنية لكرة السلة

#### الموسم الاعتيادي
| السنة   | الفريق              | لعب | بدأ | دقيقة | ميداني% | ثلاثية | حرة  | ارتداد | صنع | استلاب | تصدي | نقطة |
| ------- | ------------------- | --- | --- | ----- | ------- | ------ | ---- | ------ | --- | ------ | ---- | ---- |
| 2006–07 | بروكلين نتس         | 79  | 2   | 16.6  | .395    | .282   | .847 | 2.1    | 3.3 | .4     | .0   | 6.8  |
| 2007–08 | بروكلين نتس         | 53  | 7   | 16.1  | .379    | .380   | .787 | 1.9    | 2.6 | .5     | .1   | 5.9  |
| 2008–09 | غولدن ستايت ووريورز | 9   | 0   | 6.0   | .235    | .333   | .333 | .4     | 1.4 | .1     | .1   | 1.3  |
| 2009–10 | ميمفيس غريزليس      | 62  | 1   | 14.1  | .384    | .296   | .673 | 1.5    | 2.6 | .5     | .0   | 4.3  |
| المسيرة |                     | 203 | 10  | 15.2  | .386    | .321   | .767 | 1.8    | 2.8 | .4     | .0   | 5.6  |

#### التصفيات
| السنة   | الفريق      | لعب | بدأ | دقيقة | ميداني% | ثلاثية | حرة  | ارتداد | صنع | استلاب | تصدي | نقطة |
| ------- | ----------- | --- | --- | ----- | ------- | ------ | ---- | ------ | --- | ------ | ---- | ---- |
| 2007    | بروكلين نتس | 12  | 0   | 6.5   | .333    | .077   | .800 | .8     | 1.1 | .1     | .0   | 2.4  |
| المسيرة |             | 12  | 0   | 6.5   | .333    | .077   | .800 | .8     | 1.1 | .1     | .0   | 2.4  |

## روابط خارجية
- ماركوس ويليامز على موقع الاتحاد الدولي لكرة السلة (الإنجليزية)
- ماركوس ويليامز على موقع الدوري الأوروبي لكرة السلة (الإنجليزية)
- ماركوس ويليامز على موقع إن بي أي (الإنجليزية)
- ماركوس ويليامز على موقع سبورتس رفرنس (الإنجليزية)
- ماركوس ويليامز على موقع الدوري الإسباني لكرة السلة (الإسبانية)
- ماركوس ويليامز على موقع كرة السلة الأوروبية.كوم (الإنجليزية)
- ماركوس ويليامز على موقع كلية كرة السلة في سبورتس رفرنس.كوم (الإنجليزية)
- ماركوس ويليامز على موقع ريلجم (الإنجليزية)
- ماركوس ويليامز على موقع بروبوليرز (الإنجليزية)
- ماركوس ويليامز على موقع سبورتس رفرنس (الإنجليزية)